# Kummersdorf
Kummersdorf és el nom d'una finca a prop de Luckenwalde, a uns 25 km al sud de Berlín, a la regió de Brandenburg a Alemanya. Fins a 1945, Kummersdorf va acollir l'Oficina d'armes de l'exèrcit alemany, que gestionava un centre de desenvolupament de futures armes, així com un diversos camps de tir per a l'artilleria.

## Orígens
El 1871, el Ministre de la Guerra prussià va decidir traslladar el camp de tir de proves d'artilleria de Tegel al bosc de Kummersdorf. El nou camp de tir va entrar en funcionament el 15 d'octubre de 1875, quan es va connectar amb el ferrocarril. El 1880, es van fer els primers experiments als camps de tir. Aquests experiments van investigar l'eficàcia de diverses armes i projectils sobre les fortificacions. El 1913 es van fer les primeres proves de bombardeig des de dirigibles i avions.
El 1929, El ministeri de Defensa alemany va impulsar les investigacions sobre l'ús de la propulsió de coets amb finalitats militars, i la responsabilitat del desenvolupament de coets va ser assignada a la Oficina de Balística del Departament d'armes de l'exèrcit. Walter Dornberger es va incorporar a aquesta oficina el 1930. Va construir una zona de proves per a coets de propulsió sòlida i líquida. El 1932 s'hi incorpora Wernher von Braun, entre d'altres, on va desenvolupar els motors coets líquids A1 i A2 fins que es van traslladar a Peenemünde el 1936.
Des de 1939, també va funcionar-hi el Centre de proves Gottow. Com a part del Projecte Urani, es va crear un centre de proves químiques, físiques i atòmiques al costat de l'Institut de Recerca de l'Exèrcit. També se'l va anomenar "Wa Prüf 11 - Departament d'Equipament Especial"
Amés també hi havia el Kraftfahrversuchsstelle (Verskraft) (Centre de proves de vehicles a motor), una secció de l'Oficina d'Armes de l'Exèrcit, el departament WaPrüf 6 (vehicles de motor i vehicles de combat) fins al 1945 en el qual, a més d'altres vehicles, es van provar tots els prototips de vehicles blindats alemanys.